# Михайлов Юрій Володимирович
Юрій Володимирович Михайлов (18 червня 1973, Київ, Українська РСР, СРСР) — український хокеїст, воротар.

## Спортивна кар'єра
Вихованець хокейної команди «Крижинка» (Київ). Виступав за ШВСМ (Київ), «Сокіл» (Київ) і ЦСКА-2 (Москва). У вищій лізі СРСР провів 7 матчів, у Міжнаціональній хокейній лізі — 4.

## Статистика
| Сезон   | Команда          | Ліга    | І  | КН   |
| ------- | ---------------- | ------- | -- | ---- |
| 1990-91 | ШВСМ (Київ)      | СРСР-3  | 20 |      |
| 1991-92 | «Сокіл» (Київ)   | СРСР    | 7  | 5.08 |
|         | «Сокіл» (Київ)   | ПТ      | 8  |      |
|         | ШВСМ (Київ)      | СРСР-3  | 15 |      |
| 1992-93 | «Сокіл» (Київ)   | МХЛ     | 4  | 2.65 |
|         | «Сокіл-2» (ШВСМ) | Росія-2 | 16 |      |
| 1993-94 | ЦСКА-2 (Москва)  | Росія-2 | 16 |      |